# هاکو یاماساکی
هاکو یاماساکی (انگلیسی: Hako Yamasaki; ۱۸ مهٔ ۱۹۵۷ – ) خوانندگی، actres، نویسنده اهل ژاپن بود.